# Polyrhachis derecyna
Polyrhachis derecyna är en myrart som beskrevs av Smith 1871. Polyrhachis derecyna ingår i släktet Polyrhachis och familjen myror. Inga underarter finns listade i Catalogue of Life.